# Son cacuminal
Le son cacuminal ou post-alvéolaire ou rétroflexe signifie que le son se fait avec la pointe de la langue qui s'appuie sur le palais.
En sarde, en corse (variété taravaise et sartenaise), en sicilien et en salentin, certains phonèmes comportant une double consonne qui ont un son cacuminal.

## Ensarde
- bidda = ville - en réalité, ici le son cacuminal est en même temps géminé (double consonne) (prononcé /biɖɖa/)
- cuddu, cudda = ce, cette (prononcé /kuɖɖu/)
- cuaddu = cheval (prononcé /kuaɖɖu/)

## En corse
- iddu, idda, iddi (variété sartenaise), eddu, edda, eddi (variété taravaise) = il, elle, eux
- cavaddu = cheval

## Ensicilien
- iḍḍu, iḍḍa, iḍḍi = il, elle, eux
- cavaḍḍu = cheval